# Tempio di San Francesco
Il tempio di San Francesco è il più importante luogo di culto cattolico di Gaeta, situato nel centro storico della città, all'interno del territorio della parrocchia che insiste sulla cattedrale dei Santi Erasmo e Marciano e di Santa Maria Assunta.
La chiesa venne costruita a partire dal 1283, grazie alle donazioni di Carlo II d'Angiò, come luogo di culto annesso ad un convento fondato dallo stesso Francesco di Assisi nel 1222; nella seconda metà degli anni 1850 venne radicalmente restaurata in stile neogotico su progetto di Giacomo Guarinelli, grazie all'interessamento di papa Pio IX e i finanziamenti di re Ferdinando II delle Due Sicilie.
L'edificio è situato sul versante del monte Orlando rivolto verso il golfo di Gaeta, in una posizione dominante sul centro storico della città; viene talvolta definito erroneamente come duomo cittadino per la sua collocazione scenografica e la sua elaborata architettura.

## Storia
Nel 1222, Francesco d'Assisi, in viaggio nel sud Italia, predicò nella città di Gaeta, dove soggiornò alcuni giorni su invito dei cittadini e operò alcuni miracoli. Qui fondò un piccolo convento con annessa cappella, situato al di fuori delle allora mura della città (il cui circuito era stato ampliato lo stesso anno per volere di Federico II fino all'attuale piazza Conca); durante la costruzione della quale un carpentiere, schiacciato da una trave, rimase ucciso. Il santo, informato dell'accaduto, tracciò sul morto un segno di croce e questi, chiamato per nome, risuscitò. Secondo un'altra fonte, il morto risuscitato sarebbe stato un muratore schiacciato da un masso. Il complesso, una volta terminato, era costituito dalla piccola chiesa, priva di particolari decorazioni, e dalle poche celle dei frati, tra le quali quella in cui aveva dormito il fondatore; la chiesa era dedicata alla Vergine Assunta e venne dedicata nel 1255; l'intera struttura fu oggetto di un primo intervento di restauro nel 1275 per volere di Carlo I d'Angiò.

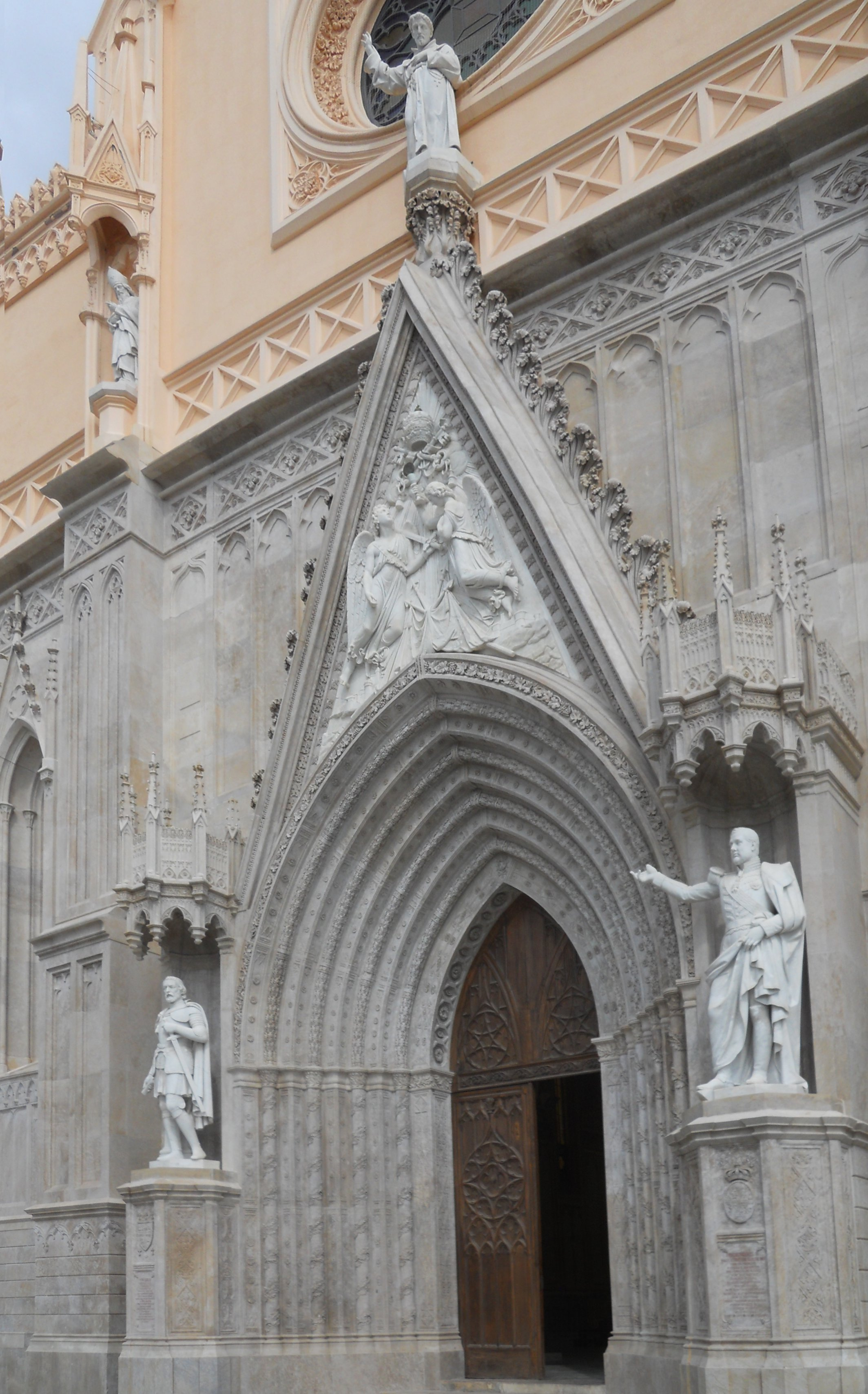
Il portale neogotico, ornato con le statue di San Francesco d'Assisi (sulla sommità della Ghimberga), di Carlo II d'Angiò (a sinistra, che iniziò la costruzione della chiesa nel 1285) e di Ferdinando II di Borbone (a destra, che restaurò la chiesa negli anni 1850).

Con il crescente numero di vocazioni e per la notevole devozione dimostrata dal popolo gaetano, contemporaneamente all'ampliamento del convento, nel 1285 cominciò la costruzione di una nuova e più grande chiesa, dedicata a Francesco d'Assisi, che era stato canonizzato nel 1228 da papa Gregorio IX; l'edificazione fu possibile grazie ai finanziamenti di Carlo II d'Angiò e di suo figlio Ludovico, francescano e vescovo di Tolosa, che visitò il cantiere nel 1295.
La chiesa venne terminata nei primi anni del XIV secolo: in stile gotico, era di grandi dimensioni, con vasta navata unica di cinque campate coperte con volte a crociera estradossate, lungo la quale si aprivano otto cappelle laterali disposte asimmetricamente, terminante con un'abside quadrangolare affiancata, sulla destra, da un'ulteriore cappella e dal campanile a torre coronato da un cupolino; il suo aspetto esterno è chiaramente visibile nel dipinto di Frans Vervloet Veduta di Gaeta in occasione della benedizione impartita da Pio IX l'8 dicembre 1848 (1850). Nel corso dei secoli, venne arricchita grazie alle più importanti famiglie nobili di Gaeta, che al suo interno avevano la propria cappella gentilizia (fra questi i Gattola, che ivi avevano sei sepolture, i Guastaferri e i Gaetani). Fra i numerosi monumenti funebri, vi era quello del cardinale Bartolomeo Uliari, padovano, legato pontificio a Gaeta presso Ladislao I di Napoli dal 1393 al 1396, con sarcofago sorretto da due leoni marmorei, successivamente utilizzati come base della fontana al centro del chiostro del convento. Nella chiesa ebbe sede fino al 1806 il Real monte di Pietà di San Giacomo degli Spagnoli, la cui esistenza è attestata dal 1697 e che aveva in San Francesco due cappellanie. Nel 1742 il convento contava 35 frati, dei quali 20 professi e 15 conversi.
Nel 1809, con la soppressione degli ordini religiosi voluta da Gioacchino Murat, re di Napoli, anche il convento di San Francesco a Gaeta venne requisito e adibito ad ospedale militare, e il complesso cadde in abbandono, continuato anche dopo la restaurazione. La chiesa, in particolare, già danneggiata da un terremoto del 1764 che causò il crollo del campanile, versava in uno stato di degrado; questo venne notato anche da papa Pio IX, in esilio volontario a Gaeta dal novembre 1848 al settembre dell'anno successivo, il quale auspicò un restauro dell'antica struttura. In questo sollecitò Ferdinando II delle Due Sicilie che attuò e finanziò il rifacimento della chiesa.

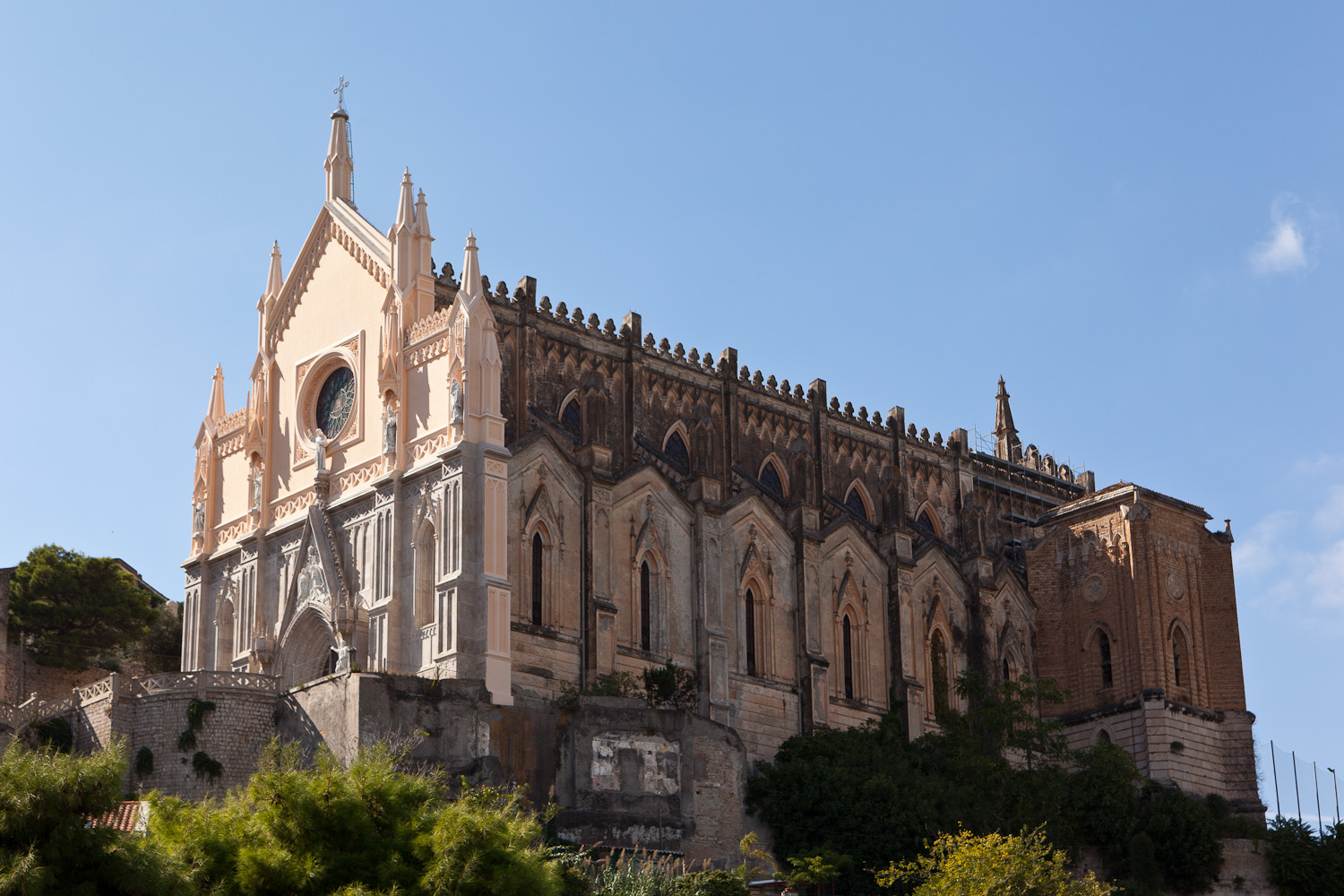
Veduta esterna della chiesa: si notino la ricca decorazione neogotica e il campanile, rimasto incompiuto al primo ordine.

Il progetto venne affidato a Giacomo Guarinelli, maggiore e comandante del Genio, nonché architetto. Egli non demolì l'antica chiesa, ma ne preservò la struttura gotica ampliandola e rivestendola, sia internamente, sia esternamente, con un ricco apparato decorativo in stile neogotico, ed operando alcune modifiche agli spazi rispetto al loro stato originario (ad esempio trasformando le cappelle in navate). I lavori si protrassero dall'aprile 1850 al 1858; vennero interrotti in concomitanza dell'assedio della città (1860), per poi terminare sotto la direzione di Francesco Del Vecchio (subentrato a Guarinelli nel 1870 e fedele al progetto del suo predecessore) nel 1874 a spese del governo italiano, che già aveva finanziato un restauro nel 1864 dopo i lievi danni causati nel corso dell'assedio. Tuttavia la struttura rimase incompiuta nel campanile: questo doveva sorgere sul lato destro della chiesa, articolarsi in quattro ordini (la costruzione si fermò al primo) e terminare con un'alta cuspide, la cui sommità sarebbe stata posta a circa 62 metri dalla base. La dedicazione, prevista per il 4 ottobre 1885, ebbe luogo soltanto il 9 ottobre 1927.
La chiesa venne restaurata nuovamente nel 1927 (in tale occasione la parte superiore della facciata venne privata della fitta decorazione a rilievo formata da una rete di quadrilobi) e affidata alla Società Salesiana di San Giovanni Bosco; nel 1929 i salesiani fondarono, nell'ex convento, l'"Oratorio Don Bosco" e vi rimasero fino al 1992. Durante la seconda guerra mondiale, l'8 settembre 1943, una bomba colpì la cantoria di destra della chiesa (ma non danneggiò il resto dell'edificio) e negli anni 1951-1952 fu necessario un intervento di restauro, cui seguì la riapertura del tempio.
Negli ultimi anni del XX secolo, la struttura fu oggetto di diversi crolli, a causa di infiltrazioni d'acqua e di insufficiente manutenzione; per questo venne chiusa nel 1998 dopo che si staccò parte della croce posta sulla sommità della facciata. I lavori di restauro sono iniziati nel 2004 (il cantiere è stato inaugurato il 3 febbraio dello stesso anno alla presenza dell'allora arcivescovo di Gaeta Pier Luigi Mazzoni) e la chiesa è stata riaperta il 4 ottobre 2008 con una celebrazione eucaristica presieduta dall'arcivescovo Fabio Bernardo D'Onorio.
Nell'ottobre-novembre 2018 nella chiesa e nell'ex convento sono state girate alcune scene del film Brave ragazze di Michela Andreozzi (2019).

## Descrizione

### Misure e dimensioni

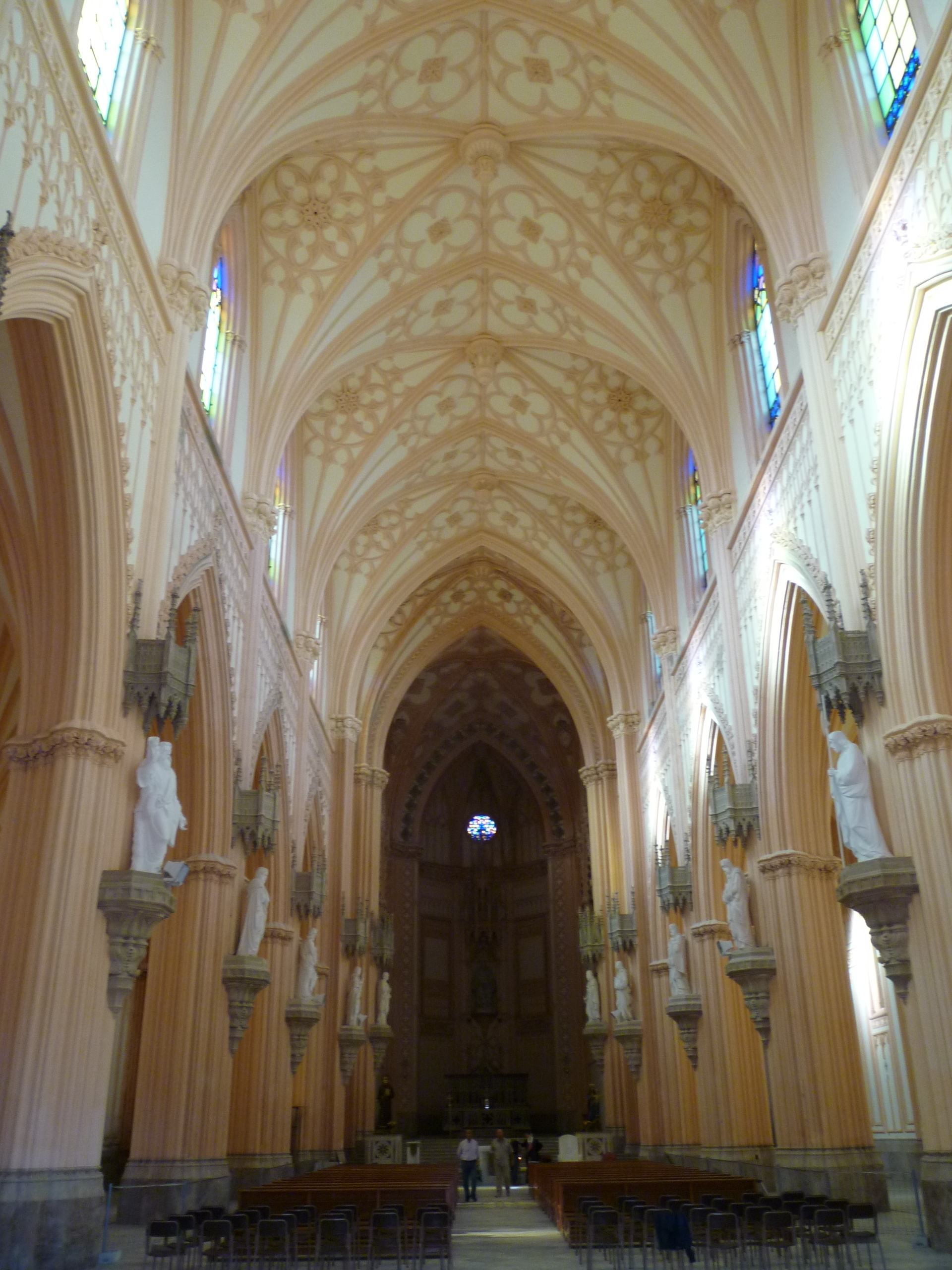
L'interno del tempio con alcune persone: si notano le grandi dimensioni dell'ambiente.

| Parametro                                 | Misura     |
| ----------------------------------------- | ---------- |
| Lunghezza totale                          | 72,5 metri |
| Lunghezza della navata                    | 68 metri   |
| Larghezza della navata centrale           | 14,3 metri |
| Larghezza di ciascuna navata laterale     | 5,8 metri  |
| Altezza della facciata                    | 34,5 metri |
| Altezza (prevista) del campanile compiuto | 62 metri   |
| Altezza della volta della navata centrale | 26,5 metri |
| Altezza della volta delle navate laterali | 13,2 metri |
| Diametro del rosone della facciata        | 5,8 metri  |

### Esterno

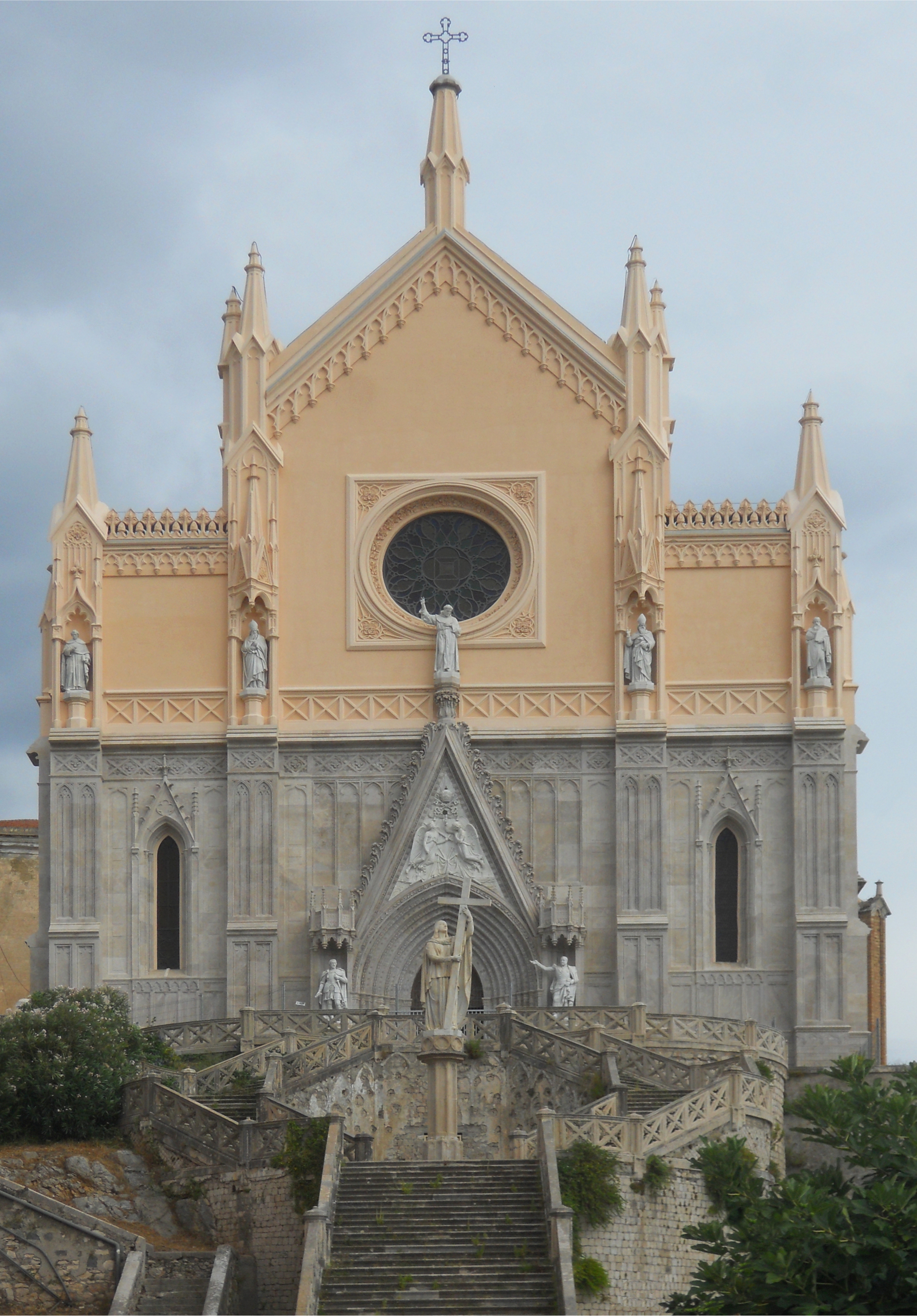
La facciata, preceduta dalla scalinata con la statua della Religione di Luigi Persico (1853).

L'esterno, quanto l'interno, è caratterizzato dalla ricca decorazione plastica ottocentesca in stile neogotico, progettata da Giacomo Guarinelli, che copre l'antica struttura gotica del XIII-XIV secolo.
La facciata, rivolta verso sud, è preceduta da una monumentale scalinata che porta al sagrato. Essa, nella sezione centrale, si articola in due rampe simmetriche, ciascuna delle quali segue una traiettoria a semicerchio, formando al centro uno spiazzo ove, sopra un alto piedistallo, vi è la statua della Religione di Luigi Persico (1853), raffigurata come una donna in piedi che tiene in mano una grande croce.
Il prospetto è a salienti, e ricalca la struttura interna a tre navate con altrettante sezioni separate fra di loro tramite contrafforti rettangolari, ciascuno dei quali termina in alto con un pinnacolo a base ottagonale. La parte inferiore della facciata (corrispondente alla distanza interna tra il pavimento e la chiave delle volte delle navate laterali) è in travertino con decorazione ad archetti ciechi ogivali; quella superiore, invece, presenta un paramento murario liscio in intonaco chiaro, risalente al restauro del 1927 (in precedenza, infatti, era costituito da una fitta rete di quadrilobi a rilievo, in stucco). Poco al di sopra del cornicione che separa i due ordini, a ridosso di ciascun contrafforte, entro una nicchia (e le due centrali anche coperte da un alto baldacchino), vi sono quattro statue marmoree di diversi autori; da sinistra, esse raffigurano: San Bernardo (di Tomaso d'Arnaud), Sant'Ambrogio (di Tito Angelini), Sant'Agostino e San Tommaso d'Aquino (entrambi di Tommaso Solari).
Nella parte inferiore, mentre in corrispondenza di ciascuna delle due navate laterali si apre una slanciata monofora ogivale con ghimberga, in corrispondenza di quella centrale vi è il portale, anch'esso in travertino, che presenta una profonda strombatura fittamente decorata a bassorilievo con motivi floreali. Esso è sormontato da un'alta ghimberga, decorata con un altorilievo di Salvatore Irdi raffigurante Allegoria della restaurazione del papato e sormontata da una statua di Gennaro Calì raffigurante San Francesco d'Assisi. Ai lati della porta, ciascuna sotto un baldacchino, vi sono le statue marmoree di Carlo II d'Angiò (a sinistra) e Ferdinando II delle Due Sicilie, entrambe di Gennaro De Crescenzo. Ognuna di esse poggia su un alto basamento poligonale, sul quale è riportata un'iscrizione in lingua latina che ricorda l'impegno del sovrano nei confronti della chiesa gaetana:
Neapolis rex

templum

cuius divus ipsa

Franciscus ab Assisiis

heic fundamenta iederat

absolvendum duravit

Seraphicum Patrem admiratus

qui apud Caietam

praeter cetera miracula

fabrum lignarium

decidua trabe extinctum

e sandapila

qua efferebatur

in vitam signo crucis

populum catervatim plaudente

(Iscrizione sotto la statua di Carlo II d'Angiò.)
Regni Utriusque Siciliae rex

hanc sacram aedem

a Karolo II nuncupatam

divo Francisco ab Assisiis

ex incoato restituit

coelesti patrono

eo magis devinctissimus

quod triumphata

nefariorum hominum fraude

assertisque maiestatis iuribus

Pium IX pontificem

ubique terrarum celebrandum

Caietae infausto aevo

hospitio exceptum

cristiano orbi

(Iscrizione sotto la statua di Ferdinando II delle Due Sicilie.)

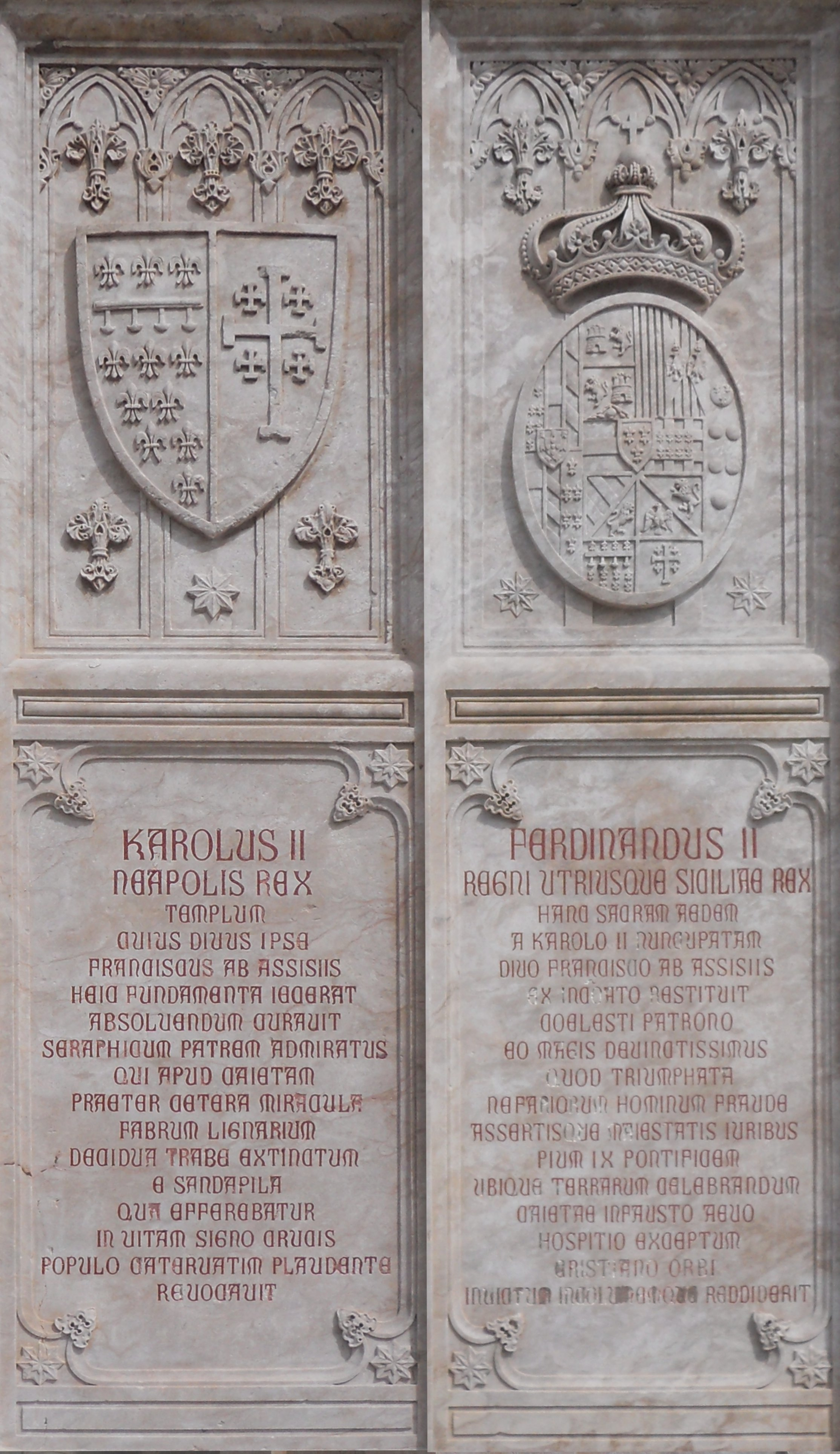
Le iscrizioni sotto le statue di Carlo II d'Angiò (a sinistra) e di Ferdinando II delle Due Sicilie (a destra).

In asse con il portale, alle spalle della statua di San Francesco, si apre il rosone circolare di circa 5,8 metri di diametro, chiuso da una vetrata policroma con soggetto aniconico. Alla sommità della facciata, al di sopra di un pinnacolo a base ottagonale, vi è una croce in ferro.
Lungo il fianco destro della chiesa, a strapiombo sulla sottostante via Angioina, si erge, al termine della navata laterale, il tozzo campanile a base quadrata, con paramento murario in mattoncini; questo ospita tre campane, ciascuna all'interno di una monofora ogivale, sormontata da un rosone cieco marmoreo. La costruzione attuale è il primo dei quattro ordini che dovevano costituire la torre progettata da Giacomo Guarinelli, che sarebbe dovuta terminare con un'alta cuspide.

### Interno

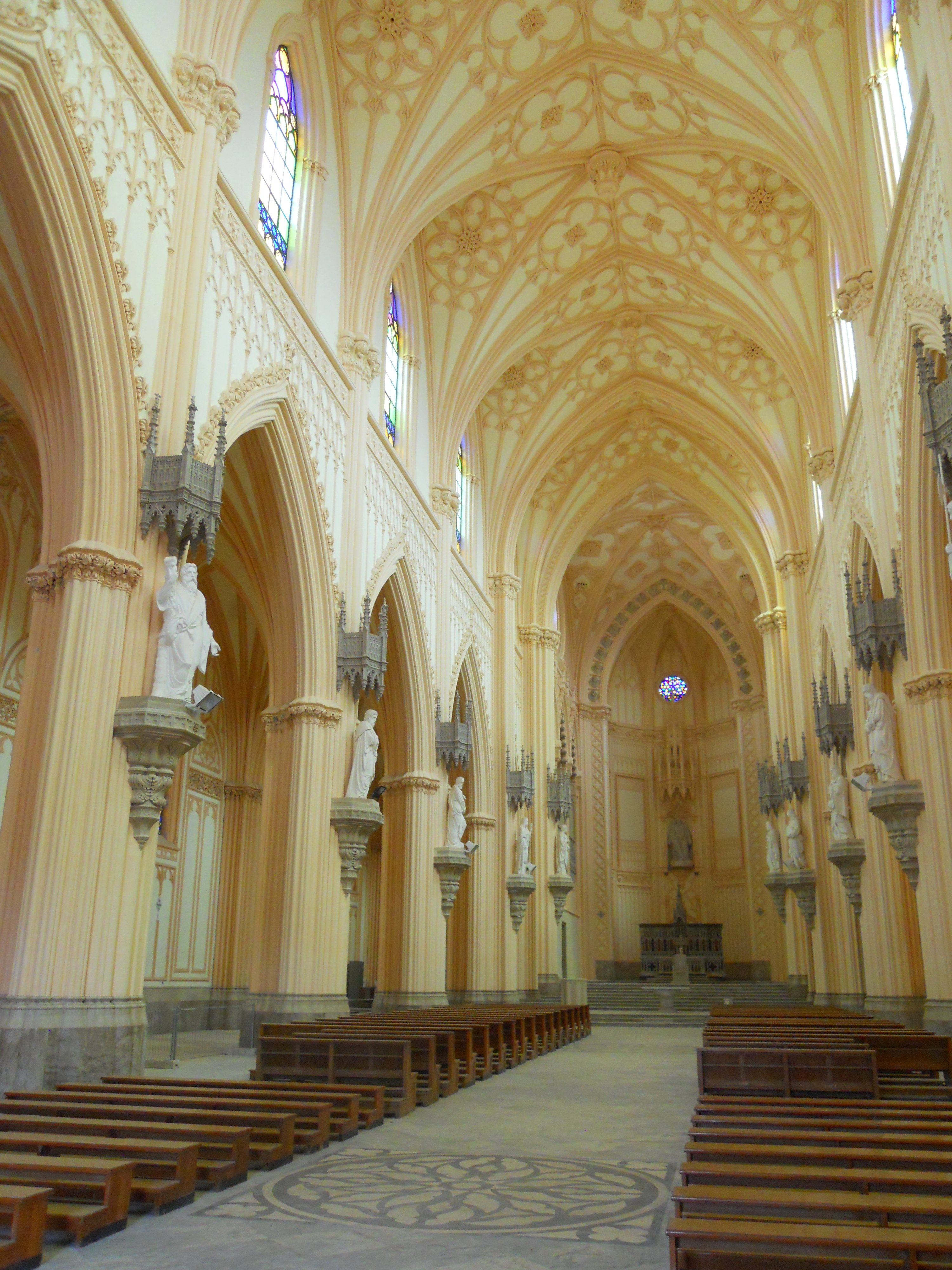
Interno verso l'abside.

All'interno, il tempio di San Francesco presenta una struttura a tre navate senza transetto; esse sono coperte con volta a crociera e separate fra di loro da due file di sei arcate a sesto acuto, poggianti su pilastri polistili. Le pareti, come il soffitto, sono decorate da un fitto apparato plastico in stucco di gusto neogotico, risalente al restauro ottocentesco (della chiesa gotica non rimane che la struttura, non visibile).
L'ambiente si presenta come notevolmente luminoso grazie al colore chiaro del paramento murario (color crema, con elementi decorativi e strutturali ambra chiaro e alle numerose finestre: queste sono chiuse con vetrate policrome geometriche e sono, ad eccezione dei quattro rosoni, tutte monofore ogivali, larghe e poco slanciate quelle che costituiscono il cleristorio della navata centrale, strette e alte quelle delle navate minori. Il pavimento bicromo, realizzato con il marmo del monte Orlando, è adornato lungo la navata maggiore da alcuni rosoni ad intarsio che richiamano le decorazioni neogotiche delle pareti.
A ridosso dei pilastri che dividono le tre arcate, si trovano dodici statue in travertino raffiguranti gli Apostoli. Ciascuna di esse poggia su una mensola marmorea riccamente decorata ed è sormontata da un baldacchino pensile adornato con piccole guglie. Le sculture vennero realizzate dai fratelli Giuseppe e Antonio d'Annibale.

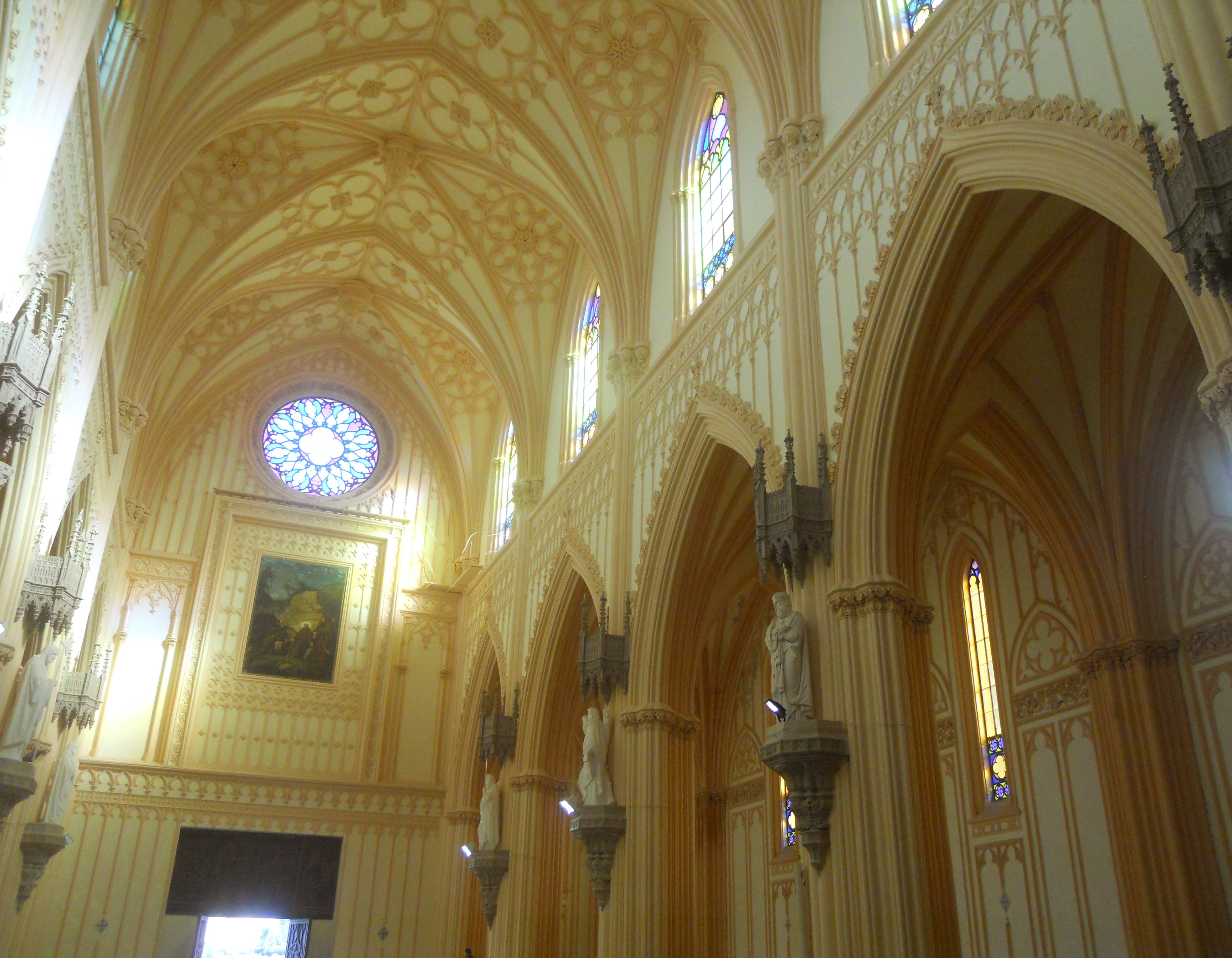
Interno verso la controfacciata.

Nella parte alta della parete di controfacciata, al di sotto del rosone e in asse con quest'ultimo e il portale, si trova la tela raffigurante San Francesco mostra le Stimmate: si tratta di una copia realizzata da Giuseppe Sabbione nel 1887 di un dipinto di Michele De Napoli del 1851, il quale era stato ideato per essere posto sopra l'altare maggiore della chiesa, ma che poi, essendo stato cambiato il disegno dell'ancona di quest'ultimo, non era stato possibile collocare nell'edificio.
Ciascuna delle due navate laterali termina con una parete a ridosso del quale vi è un altare in marmi policromi, con decorazioni neogotiche ad archetti, bifore e rosoni, e tabernacolo la cui copertura è costituita da un'alta cuspide ottagonale. Originariamente i due altari erano sormontati da altrettante pale, rimosse in seguito alla chiusura della chiesa nel 1998: sull'altare del Santissimo Sacramento, Gesù in croce (di Gennaro Ruo), su quello della Santissima Addolorata, la Vergine dei dolori (di Angelo Scetta). L'altare di destra venne successivamente dedicato a san Giovanni Bosco e adornato con una pala raffigurante il dedicatario.

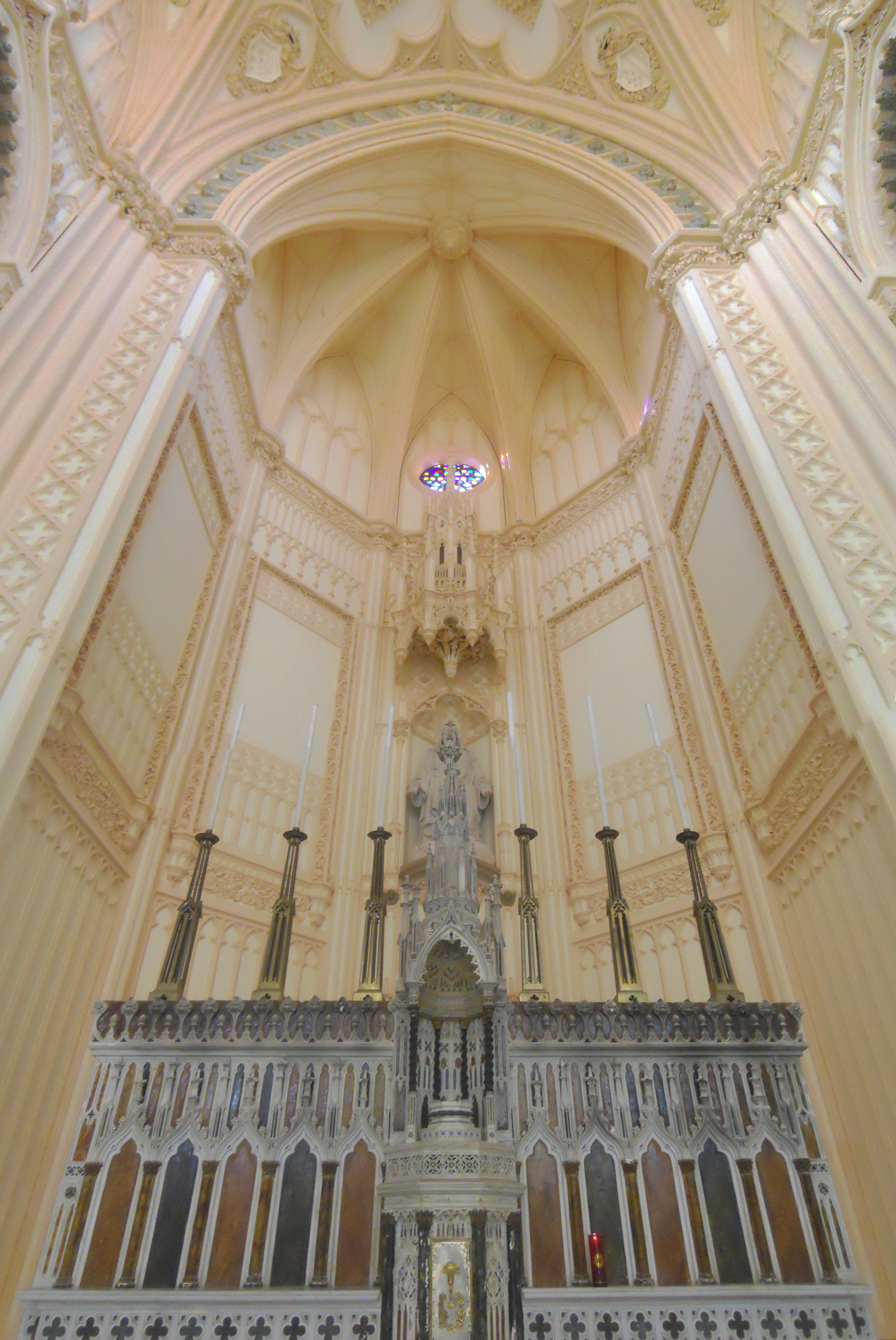
L'altare maggiore e l'abside.

La navata maggiore, rispetto alle due minori, oltre alla sesta campata (che rispetto alle precedenti è meno profonda in quanto corrispondente all'antica abside della chiesa duecentesca) ne presenta un'altra, già adibita a presbiterio, il cui pavimento è posto ad un livello superiore rispetto all'aula ed è ad essa raccordato tramite una serie di gradini. L'ambiente, coperto con volta a crociera decorata con gli stemmi della famiglia reale, non è illuminato da due monofore, ma da due rosoni, al di sotto dei quali si aprono, con tre arcate a sesto acuto, due matronei: quello di sinistra, con accesso indipendente dall'esterno, era usato come palco reale, quello di destra (distrutto da una bomba nel corso della seconda guerra mondiale, l'8 settembre 1943, e poi ricostruito senza però ripristinarne le decorazioni) come cantoria.
Il presbiterio termina con l'abside ottocentesca, la cui pianta è costituita da cinque lati di un ottagono, esternamente alla quale vi è un corridoio voltato su due piani. Le sue quattro pareti laterali erano originariamente adornate da altrettante tele barocche, attualmente in parte nel Museo diocesano, in parte nella cattedrale di Gaeta: Vergine Assunta di Girolamo Imparato (XVI secolo), Riposo nella fuga in Egitto di Francesco Solimena (XVIII secolo), Circoncisione di Gesù e Adorazione dei Magi (entrambi di scuola napoletana, del XVII secolo). In quella centrale si apre una nicchia, con la statua in travertino di Cristo Redentore in trono, dei fratelli d'Annibale, sormontata da un fastoso ciborio neogotico. Al di sopra di esso, un piccolo rosone circolare chiuso da una vetrata policroma.
Sotto l'arco absidale vi è l'altare maggiore, in stucco finemente scolpito con una ricca decorazione architettonica neogotica a rilievo. Al di sopra della mensa, al centro, vi è il tabernacolo, sormontato da un baldacchino con alta cuspide a base ottagonale. Nel progetto iniziale, al di sopra di questo altare vi doveva essere la tela di Michele De Napoli, la cui copia si trova in controfacciata.

### Organo a canne
Nella chiesa non vi è organo a canne. Fino alla seconda guerra mondiale, nel matroneo di destra del presbiterio, adibito a cantoria, si trovava un piccolo strumento della fine del XIX secolo, distrutto insieme all'ambiente dal bombardamento dell'8 settembre 1943.
Nel progetto originario di Guarinelli, era incluso anche un "grande organo", per il quale il governo aveva erogato 7.000 ducati, come da contratto con il costruttore; lo strumento sarebbe stato di grandi dimensioni e, probabilmente, avrebbe avuto oltre 2000 canne. Ferdinando II delle Due Sicilie avrebbe voluto dotare la chiesa di un organo a tre tastiere analogo a quello della basilica di San Francesco di Paola a Napoli; quest'ultimo era stato costruito di recente dall'organaro Quirico Gènnari (originario di Rovigo) e disponeva di circa 4000 canne (venne devastato tra il 1944 e il 1945 ed in seguito non venne ricostruito).
Guarinelli, nel progetto della chiesa di San Francesco, disegnò anche la cassa che avrebbe dovuto racchiudere lo strumento: avrebbe trovato luogo sul matroneo di destra (che effettivamente poi venne utilizzato come cantoria), e sarebbe stata in stile neogotico, senza precedenti nella storia organaria italiana.
L'organo sarebbe dovuto esser pronto per l'inaugurazione della chiesa, prevista per il luglio 1860. Tuttavia, in seguito alla morte di Ferdinando II (22 maggio 1859) e alle vicende risorgimentali, i lavori di restauro dell'edificio si fermarono, e lo strumento non venne mai realizzato o, seppur costruito almeno in parte, mai installato nella chiesa.

### Ex convento

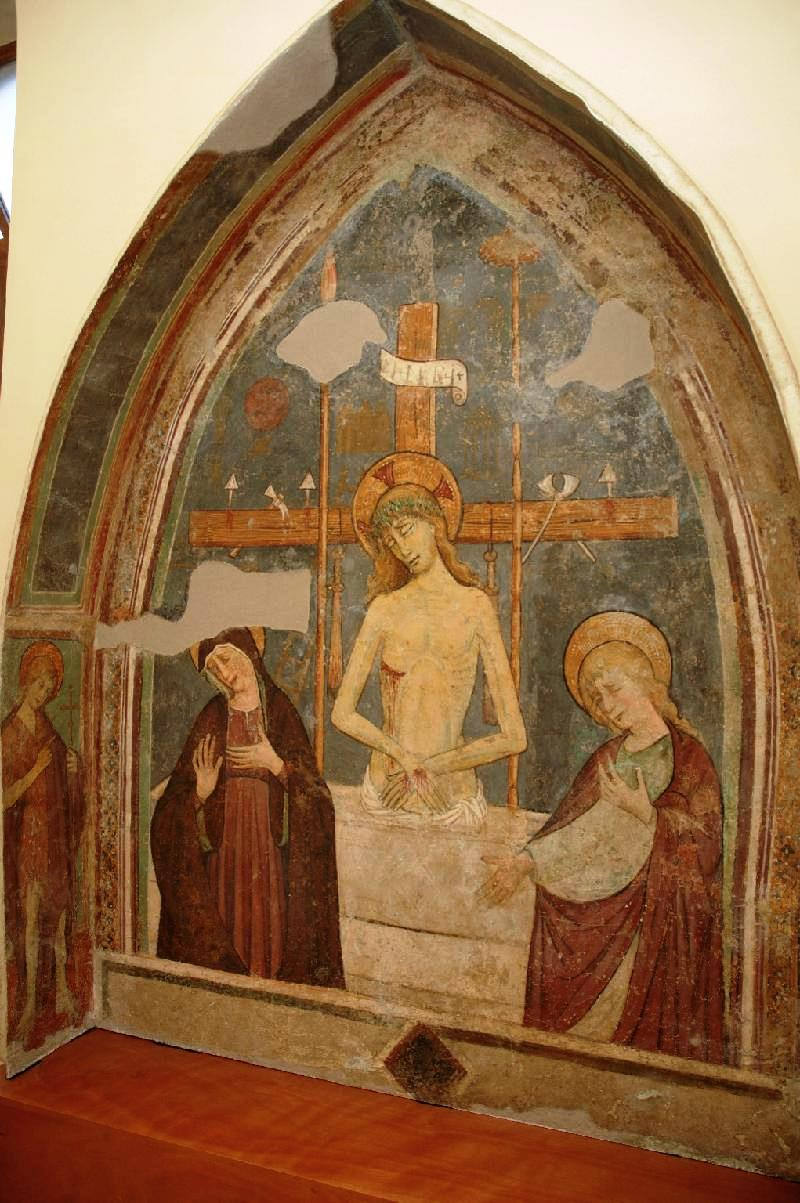
L'affresco del Cristo in pietà tra i dolenti e san Giovanni Battista di Giovanni da Gaeta, proveniente dal refettorio e attualmente nel Museo diocesano di Gaeta.

Annesso al tempio vi è l'ex convento, situato in posizione arretrata rispetto alla chiesa; la facciata principale, lungo via De Lieto, è perpendicolare all'ingresso esterno del matroneo di sinistra ed è priva di particolari elementi decorativi ad eccezione delle cornici in muratura del portale (sormontato dalla scritta «Oratorio Don Bosco») e di alcune delle finestre rettangolari. L'edificio si articola intorno al chiostro quadrangolare di origine trecentesca, il cui piano di calpestio è notevolmente sopraelevato rispetto a quello della navata e del matroneo del tempio a causa del forte dislivello su cui si articola il complesso; fortemente modificato e alterato nel corso dei secoli come l'intero edificio conventuale, presenta attualmente solo due delle quattro gallerie originarie, coperte con volte a crociera ogivali e con archi a tutto sesto poggianti su colonne di spoglio (molte delle quali prive di capitelli) verso lo spazio aperto, quest'ultime inglobate entro altre arcate dovute all'ampliamento dei piani superiori; al centro del cortile trova luogo la vera da pozzo in pietra, squadrata e affiancata da due colonne, mentre lungo le pareti sono murati alcuni frammenti lapidei di varia epoca.
Dal refettorio del convento proviene un affresco attualmente staccato ed esposto insieme alla relativa sinopia nel Museo diocesano e della religiosità del Parco dei Monti Aurunci di Gaeta, unico brano superstite di una più vasta decorazione parietale dell'ambiente e databile intorno al 1470; esso è opera di Giovanni di Gaeta e presenta forti analogie con altri due dipinti su tavola del pittore locale, la coeva Pietà fra angeli della chiesa di Santa Maria in Piazza a Fondi e il Crocifisso sagomato dalla ex chiesa di Santa Lucia a Gaeta, risalente agli anni 1460. L'affresco adornava originariamente una nicchia ogivale e presenta sulla parete Cristo in pietà tra la Madonna e san Giovanni evangelista, mentre delle due figure dell'intradosso è rimasta solo quella di sinistra con San Giovanni Battista.